# Heinrich Jäckli

Heinrich Jäckli (1962)

Heinrich Jäckli (* 22. Dezember 1915 in Seebach (Stadt Zürich); † 3. April 1994) war ein Schweizer Geologe, der sich insbesondere mit Hydrogeologie befasste.

## Leben und Werk
Jäckli ging in Oerlikon und Zürich (Kantonale Oberrealschule) zur Schule (Abitur 1934), machte 1938 sein Diplom in Geologie ETH Zürich, wo er 1940 bei Rudolf Staub (1890–1961) promoviert wurde (Geologische Untersuchungen im Nördlichen Westschams (Graubünden)). Er gründete eine Ingenieurgeologische Beratungsgesellschaft, die noch heute existiert. Daneben war er 1955 bis 1980 Privatdozent an der ETH Zürich, ab 1969 als Titularprofessor. Er hielt dort unter anderem Vorlesungen über Hydrogeologie.
Er befasste sich unter anderem mit Hydrogeologie, Ingenieurgeologie und geologischen Fragen der Einlagerung radioaktiver Abfälle. Mit seinem Ingenieurbüro war er an der Baugrunderkundung für den Flughafen Kloten bei Zürich beteiligt und in den 1960er Jahren viel an Speicherkraftwerken und Flusskraftwerken sowie Verkehrsprojekten, danach im Grundwasserschutz und Gutachten für Deponien.
1967 erstellte er die hydrogeologische Karte der Schweiz (Massstab 1:500.000). Er befasste sich auch mit dem Eiszeitalter und erstellte eine Karte der Vergletscherung der Schweiz (Massstab 1:550.000, von 1970) in der Eiszeit im Atlas der Schweiz von Eduard Imhof.
1991 erhielt er die Leopold-von-Buch-Plakette. Er war Ehrenmitglied der Deutschen Quartärvereinigung. 1976 wurde er Ehrenmitglied des Oberrheinischen Geologischen Vereins (OGV).

## Schriften (Auswahl)
- Gegenwartsgeologie des bündnerischen Rheingebietes. Ein Beitrag zur exogenen Dynamik alpiner Gebirgslandschaften. Bern: Kümmerly & Frey 1957. (Beiträge zur Geologie der Schweiz. Geotechnische Serie; 36).
- mit anderen: Kloten. Vom Bauerndorf zur Flughafenstadt. Zürich: Orell Füssli 1964.
- Das Tal des Hinterrheins. Zürich: Orell Füssli 1980.
- Zeitmassstäbe der Erdgeschichte. Basel: Birkhäuser 1985.
- mit Peter Haldimann u. a.: Geologie von Zürich. Von der Entstehung der Landschaft bis zum Eingriff des Menschen. Zürich: Orell Füssli 1989, ISBN 3-280-01964-8.